# Fagotroof

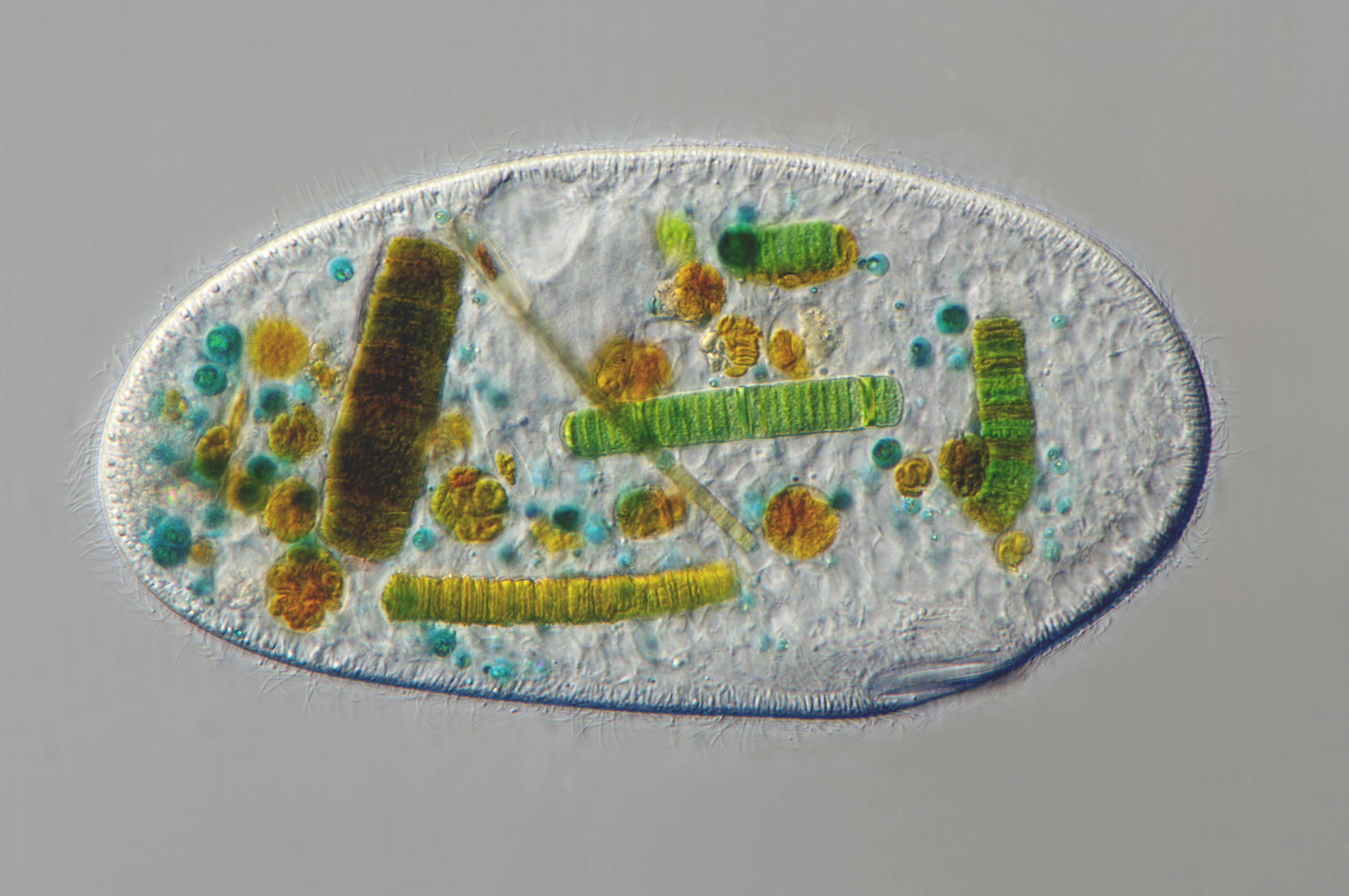
Een eencellige ciliaat (Frontonia sp.) met verschillende fagocyteerde cyanobacteriën. Rechtsonder is de cytostoom te zien.

Fagotrofie is een voedselvergaringsmethode die voorkomt bij verschillende groepen eencellige eukaryoten, zoals algen, ciliaten en Amoebozoa. Ook bij sommige slijmzwammen komt het voor. Fagotrofe micro-organismen werden in het verleden vaak ingedeeld bij de informele groep protozoa.
Fagotrofe organismen nemen voedingsdeeltjes uit hun omgeving op door hun membraan uit te stulpen, en het deeltje in een inwendig blaasje te verteren (fagocytose). Het inwendige blaasje wordt ook wel de voedingsvacuole genoemd. In het mariene milieu hebben fagotrofe protisten een zeer belangrijke rol in de ecologische voedselketens: ze controleren de niveaus van bacteriën en fytoplankton.